# Henry Scott (1er comte de Deloraine)
Henry Scott, 1er comte de Deloraine (1676 – 25 décembre 1730) est un officier et pair Écossais.

## Biographie
Scott est le deuxième fils survivant de James Scott (1er duc de Monmouth) (fils illégitime de Charles II et Lucy Walter) et sa femme, Anne Scott. En 1693, il épouse Anne Duncombe (d. 1720), la fille de William Duncombe de Batthesden, Lord Chief Justice d'Irlande. Ils ont trois enfants:
- Francis Scott, 2e comte de Deloraine (1710-1739)
- Henry Scott, 3e comte de Deloraine (1712-1740)
- Lady Anne Scott (c.1720–?), meurt célibataire.

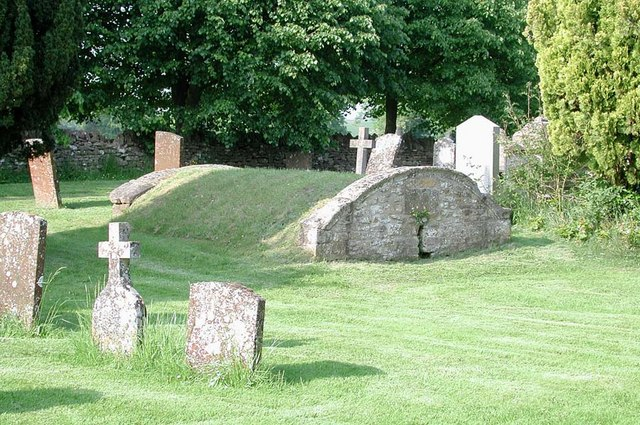
Tombeau du 1er comte et la comtesse de Deloraine à Sandford St Martin, Oxfordshire

En 1706, la Reine Anne créé Scott comte de Deloraine. Il est élu au dernier Parlement Écossais et vote en faveur des Actes d'Union. En 1725, il est investi de l'Ordre du Bain.
En 1726, Deloraine épouse Marie Scott, comtesse de Deloraine, la petite-fille du colonel Philip Howard, et ils ont deux filles:
- Georgiana Caroline (1727-1809), mariée à James Peachey (1er baron Selsey).
- Henrietta (b. 1728–?), mariée à Nicolas Boyce.

Lord Deloraine est décédé subitement le Jour de Noël 1730, et est enterré à Sandford St Martin, Oxfordshire.